# Чесапийк бей ретривър
Чесапийк бей ретривърът (на английски: Chesapeake Bay Retriever), наричан още чеси е порода кучета, произхождаща от щата Мериленд, САЩ. Води началото си от две кучета от породата нюфаундленд – мъжкият екземпляр Сейлър и женската Кентън, спасени от кораб през 1807 и по-късно кръстосани с различни породи.

## История
Историята на тези кучета може да се проследи до спасените от кораба Кентън кученца Сейлър и Кентън, съответно мъжки и женски екземпляр, които принадлежали към породата нюфаундленд. Това станало близо до областта Чесапийк бей в щата Мериленд. По-късно те са кръстосвани с различни кучета до получаването на днешния чесапийк бей ретривър. За първи път породата е призната през 1877 от Американския киноложки клуб под името „чесапийк бей дъкинг дог“. През 1964 тя е провъзгласена за национално куче на Мериленд. Също така е и талисман на Балтиморския мерилендски университет.
Използвани са за лов на гъски и диви патици, както и като кучета пазачи. Наследили са водоустойчива козина, която им позволява да останат сухи, въпреки че влизат във водата за лов.

## Външен вид
„Чеси“ има голямо, атлетично и здраво телосложение. Красив е на вид, пристъпва с грация и е много пъргав. Има нетърпеливо и непоколебимо изражение. Има водоустойчива козина, която е къса, гъста, лъскава и твърда. Висок е между 53 и 66 см, а тежи между 22 и 32 кг.

### Поддръжка на външния вид
Не трябва да се прекалява с разресването на козината на чесапийк бей ретривъра, за да не се повреди косъмът ѝ. Достатъчно е сресване един път седмично, по-често в периодите, в които линеенето е по-обилно.

## Темперамент
Чесапийк бей ретривърът е много непоколебим, разумен и лоялен към стопаните си. Силните му инстинкти му дават възможност да бъде добър пазач. Много държи на територията си и не допуска в нея други животни и непознати. Разбира се добре с деца и други домашни любимци, ако е правилно социализиран и отгледан с тях. Самоуверен е и понякога налага мнението си, което го прави по-подходящ за хора с опит в отглеждането на кучета.
Тази порода е добър представител на групата на ловните кучета. Представителите ѝ обичат водата и прекарват много време в нея. Харесват да тичат и играят и се нуждаят от много движение. Те са будни и бързо възприемащи, но степента на податливост на дресировка варира: въпреки че са много интелигентни, те са и самоуверени и собствениците трябва да успеят да наложат мнението си. По-активни са на открито, отколкото на закрито. Обичат много да дъвчат и затова собствениците трябва да внимават при избора на играчки.

## Здраве
Средната продължителност на живота при чесапийк бей ретривъра е 10 – 12 години. Той може да се засегне от редица здравословни проблеми, едни от оито са: OCD, PRA, HD, катаракт и много други. Възрастните екземпляри задължително трябва да притежават OFA и CERF сертификати за здравословно състояние.